# Aidomaggiore
Aidomaggiore település Olaszországban, Szardínia régióban, Oristano megyében. Lakosainak száma 394 fő (2023. január 1.). Aidomaggiore Borore, Ghilarza, Norbello, Sedilo, Soddì és Dualchi községekkel határos.

## Népesség
A település népességének változása:
| Lakosok száma | 451  | 442  | 394  |
|               | 2017 | 2018 | 2023 |